# 繮矛麗魚
繮矛麗魚，為輻鰭魚綱鱸形目隆頭魚亞目慈鯛科的其中一種，分布於南美洲委內瑞拉西北部及千里達的淡水流域，體長可達11.6公分，棲息在河川底中層水域，生活習性不明。

## 擴展閱讀
維基物種上的相關：繮矛麗魚